# Departamento Oberá
Das Departamento Oberá liegt im Süden der Provinz Misiones im Nordosten Argentiniens und ist eine von 17 Verwaltungseinheiten der Provinz. 
Es grenzt im Norden an das Departamento San Ignacio, im Osten an die Departamentos Cainguás und Veinticinco de Mayo, im Süden an das Departamento San Javier und Brasilien und im Westen an die Departamentos Leandro N. Alem und Candelaria. 
Die Hauptstadt des Departamento Oberá ist das gleichnamige Oberá.

## Bevölkerung
Oberá nennt sich Nationale Hauptstadt des Einwanderers (Capital Nacional del Inmigrante), weil sich ihre Bevölkerung aus Einwanderern diverser Nationen zusammensetzt, u. a. Schweizer, Schweden, Finnen, Deutsch-Brasilianer, Galicier, Japaner, Polen und Araber. Alljährlich wird dieser Umstand im September im Nationalfest des Einwanderers (Fiesta Nacional del Inmigrante) gefeiert.

## Städte und Gemeinden
Das Departamento Oberá ist in folgende Gemeinden aufgeteilt:
- Campo Ramón
- Campo Viera
- Colonia Alberdi
- General Alvear
- Guaraní
- Los Helechos
- Oberá
- Panambí
- San Martín

Koordinaten: 27° 30′ S, 55° 6′ W